# Creu Grossa (Andorra la Vella)

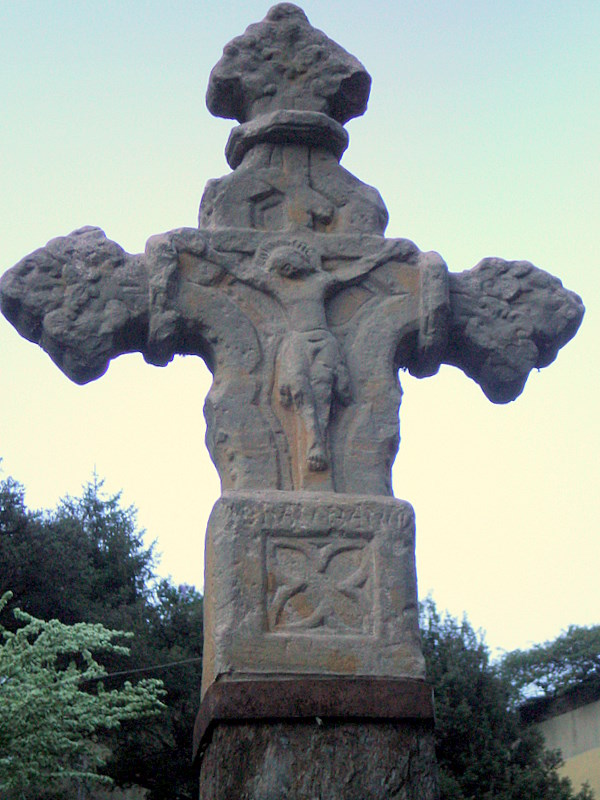
Detall de la creu

La Creu Grossa és una creu de terme situada a l'avinguda de Meritxell d'Andorra la Vella (Principat d'Andorra).
Construïda en pedra, és d’estil gòtic, segurament de finals del segle XVI o començament del XVII. A una banda de la creu es representa Crist clavat a la creu i a l’altra la Mare de Déu amb l’Infant en braços. El pas del temps ha fet que el desgast de la pedra no permeti apreciar el detall de l’escultura, però aquesta conserva tota la bellesa pròpia d'unes proporcions i d'una factura molt ben resoltes. Estava situada al camí ral que unia les poblacions d'Andorra la Vella i Les Escaldes. Actualment, es troba una mica més avall, a la confluència entre l'Avinguda de Meritxell i el carrer Bisbe Príncep Iglesias.